# Mariana Efstratiou
Marianna Efstratiou, född 1955, är en grekisk sångerska som har deltagit i Eurovision Song Contest två gånger.
1989 deltog hon med låten To dhiko sou asteri (gr. "din egen stjärna) och kom på nionde plats. 1996 kom hon på 14:e plats med Emis forame to himona anixiatika (gr. "vi bär våra vårkläder på vintern"). Hon har även deltagit i Eurovision Song Contest 1987 som körsångerska till popduon Bang (Thanos Kalliris och Vassilis Dertillis).